# Betlehemskyrkans Musikkår
Betlehemskyrkans Musikkår är ett svenskt brassband. Man har sin hemvist i Betlehemskyrkan i Göteborg. Betlehemskyrkans Musikkår brukar tävla i elitdivisionen vid Svenska brassbandfestivalen.